# Chủ tịch Hội đồng nhân dân tỉnh, thành phố trực thuộc trung ương (Việt Nam)
Chủ tịch Hội đồng nhân dân tỉnh, thành phố trực thuộc trung ương ở Việt Nam là người lãnh đạo hoạt động của Thường trực Hội đồng nhân dân tỉnh, thành phố trực thuộc trung ương. Chủ tịch Hội đồng nhân dân tỉnh, thành phố trực thuộc trung ương thay mặt Thường trực Hội đồng nhân dân tỉnh, thành phố trực thuộc trung ương giữ mối liên hệ với Ủy ban nhân dân tỉnh, thành phố trực thuộc trung ương, các cơ quan nhà nước, Ban thường trực Ủy ban Mặt trận Tổ quốc Việt Nam, các tổ chức thành viên của Mặt trận tỉnh, thành phố trực thuộc trung ương, các tổ chức xã hội khác và công dân.

## Nhiệm vụ và quyền hạn
Chủ tịch Hội đồng nhân dân tỉnh, thành phố trực thuộc trung ương có thể đề nghị Thường trực Hội đồng nhân dân tỉnh, thành phố trực thuộc trung ương họp đột xuất nếu thấy cần thiết.